# Altenhof (Much)
Altenhof ist ein Ortsteil der Gemeinde Much im Rhein-Sieg-Kreis.

## Lage
Altenhof liegt im Wahnbachtal. Nachbarorte sind Oberwahn im Westen und Niederhof im Süden. Altenhof ist über die Bundesstraße 56 erreichbar.

## Geschichte
1901 hatte der Weiler 37 Einwohner. Verzeichnet waren die Haushalte Ackerin Witwe Gerhard Adolphs, Ackerer Joh. Adolphs, Ackerer Carl Büth, Ölmühlenbesitzer Joh. Matthias Felder, Ackerin Witwe Joh. Peter Felder, Ackerin Witwe Heinrich Höller, Ackerer Joh. Martin Höller, Stellmacher Joh. Peter Höller, Ackerin Witwe Joh. Peter Höller und Schreiner Peter Kröner.
Die Mühle war in den 1960er-Jahren noch als Getreidemühle in Betrieb.